# جاك فلانغن
جاك فلانغن (بالإنجليزية: Jack Flanagan)‏ (3 فبراير 1902 في المملكة المتحدة - 4 مايو 1989) هو لاعب كرة قدم بريطاني (وحمل سابقاً جنسية المملكة المتحدة لبريطانيا العظمى وأيرلندا) في مركز الهجوم. لعب مع مانشستر يونايتد ونادي ترانمير روفرز لكرة القدم ونادي ريل وWigan Borough F.C. ‏ ونادي تشورلي ونادي بارسكو وLancaster City F.C. ‏ ونادي ستاليبريدج سيلتيك ونادي بارو.